# Josep Prat Piera
Josep Prat Piera (Sarrià, 1 de febrer de 1898 - Manresa, 1987) fou un advocat, periodista i polític. Estudià dret a la Universitat de Barcelona. El 1924 s'establí a Manresa per exercir d'advocat. Durant vint-i-tres anys presidí el Centre Carlí manresà.
Com a periodista fou redactor del setmanari Seny i del diari Pàtria, tots dos tradicionalistes. Va ser el president de l'Associació de la Premsa de Manresa i Comarca durant vuit anys.
Va presidir la Lliga de la Perseverança. A més, va fundar l'Associació de Xofers i la Mútua de Propietaris de Finques Rústiques.
Al llarg de la República va mantenir una gran activitat política. Va ser regidor a l'Ajuntament de Manresa presidit per Francesc Marcet. Arran dels Fets del sis d'octubre va ser segon tinent alcalde i regidor de Governació. A les eleccions del febrer del 1936, fou candidat a Corts pel Front Català d'Ordre. Va fugir de Manresa a finals de 1937 i es va incorporant al Terç de Requetès de Montserrat, del qual en fou fundador. Durant el franquisme es va dedicar a la seva professió d'advocat. A principis de la dècada de 1960 era cap regional de la Comunió Tradicionalista a Catalunya.